# Новая Зеландия на зимних Олимпийских играх 2018
Новая Зеландия на зимних Олимпийских играх 2018 года была представлена 20 спортсменами в 3 видах спорта.

## Медали
| Бронза |                      |                             |            |
| №      | Спортсмены           | Вид спорта (дисциплина)     | Дата       |
| 1      | Зои Садовски-Синнотт | Сноуборд (биг-эйр, женщины) | 22 февраля |
| 2      | Нико Портеус         | Фристайл (хафпайп, мужчины) | 22 февраля |

## Состав сборной
Третьи зимние Олимпийские игры подряд главой делегации являлся Питер Уорделл.
 Горнолыжный спорт
1. Адам Барвуд
2. Уиллис Физи
3. Элис Робинсон

 Конькобежный спорт
1. Шейн Доббин
2. Рейон Кей
3. Питер Майкл

 Скелетон
1. Райс Торнбери

 Сноуборд
1. Данкан Кэмпбелл
2. Карлос Гарсия Найт
3. Ракай Тейт
4. Зои Садовски-Синнотт

 Фристайл
1. Финн Билоус
2. Мигель Портеус
3. Нико Портеус
4. Джейми Преббл
5. Байрон Уэлс
6. Бо-Джеймс Уэлс
7. Джэксон Уэлс
8. Джанина Кузьма
9. Бритт Хоус

Также на Игры был квалифицирован сноубордист Тиарн Коллинз, однако на тренировке перед началом Игр он вывихнул плечо.

## Результаты соревнований

### Бобслей

#### Скелетон
Квалификация спортсменов для участия в Олимпийских играх осуществлялась на основании рейтинга IBSF (англ. IBSF Ranking) по состоянию на 14 января 2018 года. По его результатам сборная Новой Зеландии стала обладателем одной олимпийской квоты в мужском скелетоне, страну представит Райс Торнбери.
Мужчины
| Соревнование | Спортсмены    | 1 заезд   | 1 заезд | 2 заезд   | 2 заезд | 3 заезд   | 3 заезд | 4 заезд   | 4 заезд | Итоговый результат | Итоговое место | Отставание |
| Соревнование | Спортсмены    | Результат | Место   | Результат | Место   | Результат | Место   | Результат | Место   | Итоговый результат | Итоговое место | Отставание |
| ------------ | ------------- | --------- | ------- | --------- | ------- | --------- | ------- | --------- | ------- | ------------------ | -------------- | ---------- |
| мужчины      | Райс Торнбери | 50,90     | 8       | 51,03     | 10      | 50,65     | 6       | 52,14     | 20      | 3:24,17            | 14             | +4,17      |

### Коньковые виды спорта

#### Конькобежный спорт
По сравнению с прошлыми Играми в программе конькобежного спорта произошёл ряд изменений. Были добавлены соревнвнования в масс-старте, где спортсменам необходимо будет преодолеть 16 кругов, с тремя промежуточными финишами, набранные очки на которых помогут в распределении мест, начиная с 4-го. Также впервые с 1994 года конькобежцы будут бежать дистанцию 500 метров только один раз. Распределение квот происходило по итогам первых четырёх этапов Кубка мира. По их результатам был сформирован сводный квалификационный список, согласно которому сборная Новой Зеландии стала обладателем семи олимпийских квот на пяти дистанциях. В личных дисциплинах все лицензии для страны завоевали Рейон Кэй и Питер Майкл.
Мужчины
Индивидуальные гонки
| Соревнование | Спортсмены  | Результат | Место | Отставание |
| ------------ | ----------- | --------- | ----- | ---------- |
| 1500 метров  | Питер Майкл | 1:46,39   | 14    | +2,38      |
| 1500 метров  | Рейон Кей   | 1:47,81   | 26    | +3,80      |
| 5000 метров  | Питер Майкл | 6:14,07   | 4     | +4,31      |

Масс-старт
| Соревнование | Спортсмены  | Полуфинал | Полуфинал | Полуфинал | Полуфинал | Полуфинал | Финал                | Финал                | Финал                | Финал                |
| Соревнование | Спортсмены  | Забег     | Круги     | Очки      | Время     | Место     | Круги                | Очки                 | Время                | Место                |
| ------------ | ----------- | --------- | --------- | --------- | --------- | --------- | -------------------- | -------------------- | -------------------- | -------------------- |
| масс-старт   | Питер Майкл | 2         | 16        | 60        | 7:55,10   | 1 Q       | 16                   | 0                    | 7:49,33              | 15                   |
| масс-старт   | Рейон Кей   | 1         | 16        | 0         | 9:17,99   | 12        | завершил выступление | завершил выступление | завершил выступление | завершил выступление |

Командная гонка
| Соревнование    | Спортсмены                        | Четвертьфинал | Четвертьфинал | Четвертьфинал | Полуфинал                     | Финал                | Итоговое Место |
| Соревнование    | Спортсмены                        | Забег         | Время         | Место         | Соперник / Результат          | Соперник / Результат | Итоговое Место |
| --------------- | --------------------------------- | ------------- | ------------- | ------------- | ----------------------------- | -------------------- | -------------- |
| командная гонка | Питер Майкл Рейон Кей Шейн Доббин | 1             | 3:41,18       | 4 Q           | Республика Корея · П +0,71 QB | Финал B              | 4              |
| командная гонка | Питер Майкл Рейон Кей Шейн Доббин | 1             | 3:41,18       | 4 Q           | Республика Корея · П +0,71 QB | Нидерланды · П +5,14 | 4              |

### Лыжные виды спорта

#### Горнолыжный спорт
Квалификация спортсменов для участия в Олимпийских играх осуществлялась на основании специального квалификационного рейтинга FIS по состоянию на 21 января 2018 года. При этом НОК для участия в Олимпийских играх мог выбрать только того спортсмена, который вошёл в топ-500 олимпийского рейтинга в своей дисциплине, и при этом имел определённое количество очков, согласно квалификационной таблице. Страны, не имеющие участников в числе 500 сильнейших спортсменов, могли претендовать только на квоты категории «B» в технических дисциплинах. По итогам квалификационного отбора сборная Новой Зеландии завоевала две олимпийские лицензии категории «A», а после перераспределения квот получила ещё две.
Мужчины
| Соревнование      | Спортсмены  | Скоростной спуск/ 1 спуск | Скоростной спуск/ 1 спуск | Слалом/ 2 спуск      | Слалом/ 2 спуск      | Всего                | Место                | Отставание           |
| Соревнование      | Спортсмены  | Время                     | Место                     | Время                | Место                | Всего                | Место                | Отставание           |
| ----------------- | ----------- | ------------------------- | ------------------------- | -------------------- | -------------------- | -------------------- | -------------------- | -------------------- |
| супергигант       | Уиллис Физи | не проводится             | не проводится             | не проводится        | не проводится        | 1:28,59              | 37                   | +4,15                |
| супергигант       | Адам Барвуд | не проводится             | не проводится             | не проводится        | не проводится        | 1:31,10              | 43                   | +6,66                |
| слалом            | Адам Барвуд | DNF                       | DNF                       | завершил выступление | завершил выступление | завершил выступление | завершил выступление | завершил выступление |
| слалом            | Уиллис Физи | DNF                       | DNF                       | завершил выступление | завершил выступление | завершил выступление | завершил выступление | завершил выступление |
| гигантский слалом | Адам Барвуд | 1:13,41                   | 40                        | 1:13,81              | 35                   | 2:27,22              | 34                   | +9,18                |
| гигантский слалом | Уиллис Физи | 1:14,48                   | 42                        | 1:13,80              | 34                   | 2:28,28              | 36                   | +10,24               |

Женщины
| Соревнование      | Спортсмены    | Скоростной спуск/ 1 спуск | Скоростной спуск/ 1 спуск | Слалом/ 2 спуск       | Слалом/ 2 спуск       | Всего                 | Место                 | Отставание            |
| Соревнование      | Спортсмены    | Время                     | Место                     | Время                 | Место                 | Всего                 | Место                 | Отставание            |
| ----------------- | ------------- | ------------------------- | ------------------------- | --------------------- | --------------------- | --------------------- | --------------------- | --------------------- |
| слалом            | Элис Робинсон | DNF                       | DNF                       | завершила выступление | завершила выступление | завершила выступление | завершила выступление | завершила выступление |
| гигантский слалом | Элис Робинсон | 1:16,66                   | 37                        | 1:14,53               | 38                    | 2:31,19               | 35                    | +11,17                |

#### Сноуборд
По сравнению с прошлыми Играми в программе соревнований произошёл ряд изменений. Вместо параллельного слалома были добавлены соревнования в биг-эйре. Во всех дисциплинах, за исключением мужского сноуборд-кросса, изменилось количество участников соревнований, был отменён полуфинальный раунд, а также в финалах фристайла спортсмены стали выполнять по три попытки. Квалификация спортсменов для участия в Олимпийских играх осуществлялась на основании специального квалификационного рейтинга FIS по состоянию на 21 января 2018 года. Для каждой дисциплины были установлены определённые условия, выполнив которые спортсмены могли претендовать на попадание в состав сборной для участия в Олимпийских играх. По итогам квалификационного отбора сборная Новой Зеландии завоевала 5 олимпийских лицензий.
9 февраля стало известно, что на тренировке травму плеча получил Тиарн Коллинз, который считался одним из претендентов на медали в слоупстайле. Была вероятность, что он сможет выступить в биг-эйре, но Коллинз не успел восстановиться к началу соревнований.
Мужчины
Фристайл
| Соревнование | Спортсмены         | Квалификация | Квалификация | Квалификация | Квалификация | Финал                | Финал                | Финал                | Финал                | Итоговое место |
| Соревнование | Спортсмены         | Заезд        | 1 спуск      | 2 спуск      | Место        | 1 спуск              | 2 спуск              | 3 спуск              | Место                | Итоговое место |
| ------------ | ------------------ | ------------ | ------------ | ------------ | ------------ | -------------------- | -------------------- | -------------------- | -------------------- | -------------- |
| хафпайп      | Ракай Тейт         | 1            | 36,50        | 25,75        | 26           | завершил выступление | завершил выступление | завершил выступление | завершил выступление | 26             |
| слоупстайл   | Карлос Гарсия Найт | 1            | 80,10        | 40,20        | 2 Q          | 78,60                | 52,98                | 24,35                | 5                    | 5              |
| биг-эйр      | Карлос Гарсия Найт | 2            | 88,75        | 97,50        | 1 Q          | JNS                  | JNS                  | 54,25                | 11                   | 11             |

 Сноуборд-кросс
| Соревнование   | Спортсмены      | Квалификация | Квалификация | Квалификация | 1/8 финала | 1/8 финала | Четвертьфинал        | Четвертьфинал        | Полуфинал            | Полуфинал            | Финал                | Итоговое место |
| Соревнование   | Спортсмены      | 1 спуск      | 2 спуск      | Место        | Заезд      | Место      | Заезд                | Место                | Заезд                | Место                | Место                | Итоговое место |
| -------------- | --------------- | ------------ | ------------ | ------------ | ---------- | ---------- | -------------------- | -------------------- | -------------------- | -------------------- | -------------------- | -------------- |
| сноуборд-кросс | Данкан Кэмпбелл | 1:16,68      | DNF          | 36 Q         | 3          | 5          | завершил выступление | завершил выступление | завершил выступление | завершил выступление | завершил выступление | 37             |

Женщины
 Фристайл
| Соревнование | Спортсмены           | Квалификация | Квалификация | Квалификация | Квалификация | Финал   | Финал   | Финал   | Финал | Итоговое место |
| Соревнование | Спортсмены           | Заезд        | 1 спуск      | 2 спуск      | Место        | 1 спуск | 2 спуск | 3 спуск | Место | Итоговое место |
| ------------ | -------------------- | ------------ | ------------ | ------------ | ------------ | ------- | ------- | ------- | ----- | -------------- |
| слоупстайл   | Зои Садовски-Синнотт | отменена     | отменена     | отменена     | отменена     | 26,70   | 48,38   | отменён | 13    | 13             |
| биг-эйр      | Зои Садовски-Синнотт | 1            | 72,75        | 92,00        | 5 Q          | 65,50   | 92,00   | JNS     | 3     | 3              |

#### Фристайл
По сравнению с прошлыми Играми изменения произошли в хафпайпе и слоупстайле. Теперь в финалах этих дисциплин фристайлисты стали выполнять по три попытки, при этом итоговое положение спортсменов по-прежнему определяется по результату лучшей из них. Квалификация спортсменов для участия в Олимпийских играх осуществлялась на основании специального квалификационного рейтинга FIS по состоянию на 21 января 2018 года. Для каждой дисциплины были установлены определённые условия, выполнив которые спортсмены могли претендовать на попадание в состав сборной для участия в Олимпийских играх. По итогам квалификационного отбора сборная Новой Зеландии завоевала 10 олимпийских лицензий, но позднее отказалась от одной.
Мужчины
Парк и пайп
| Соревнование | Спортсмены      | Квалификация | Квалификация | Квалификация | Финал                | Финал                | Финал                | Финал                | Итоговое место |
| Соревнование | Спортсмены      | 1 заезд      | 2 заезд      | Место        | 1 заезд              | 2 заезд              | 3 заезд              | Место                | Итоговое место |
| ------------ | --------------- | ------------ | ------------ | ------------ | -------------------- | -------------------- | -------------------- | -------------------- | -------------- |
| хафпайп      | Нико Портеус    | 51,20        | 72,80        | 11 Q         | 82,40                | 94,80                | 30,00                | 3                    | 3              |
| хафпайп      | Бо-Джеймс Уэллс | 86,20        | 88,20        | 5 Q          | 87,40                | 52,20                | 91,60                | 4                    | 4              |
| хафпайп      | Байрон Уэллс    | 88,60        | 42,00        | 4 Q          | DNS                  | DNS                  | DNS                  | 12                   | 12             |
| хафпайп      | Мигель Портеус  | 40,40        | 62,60        | 17           | завершил выступление | завершил выступление | завершил выступление | завершил выступление | 17             |
| слоупстайл   | Финн Билоус     | 24,80        | 85,00        | 13           | завершил выступление | завершил выступление | завершил выступление | завершил выступление | 13             |
| слоупстайл   | Джэксон Уэлс    | 52,80        | 42,00        | 25           | завершил выступление | завершил выступление | завершил выступление | завершил выступление | 25             |

Ски-кросс
| Соревнование | Спортсмены    | Квалификация | Квалификация | 1/8 финала | 1/8 финала | Четвертьфинал        | Четвертьфинал        | Полуфинал            | Полуфинал            | Финал                | Итоговое место |
| Соревнование | Спортсмены    | Результат    | Место        | Заезд      | Место      | Заезд                | Место                | Заезд                | Место                | Место                | Итоговое место |
| ------------ | ------------- | ------------ | ------------ | ---------- | ---------- | -------------------- | -------------------- | -------------------- | -------------------- | -------------------- | -------------- |
| ски-кросс    | Джейми Преббл | 1:10,48      | 25           | 2          | 3          | завершил выступление | завершил выступление | завершил выступление | завершил выступление | завершил выступление | 24             |

Женщины
Парк и пайп
| Соревнование | Спортсмены     | Квалификация | Квалификация | Квалификация | Финал                 | Финал                 | Финал                 | Финал                 | Итоговое место |
| Соревнование | Спортсмены     | 1 заезд      | 2 заезд      | Место        | 1 заезд               | 2 заезд               | 3 заезд               | Место                 | Итоговое место |
| ------------ | -------------- | ------------ | ------------ | ------------ | --------------------- | --------------------- | --------------------- | --------------------- | -------------- |
| хафпайп      | Джанина Кузьма | 67,80        | 48,60        | 16           | завершила выступление | завершила выступление | завершила выступление | завершила выступление | 16             |
| хафпайп      | Бритт Хоус     | 52,20        | 57,40        | 21           | завершила выступление | завершила выступление | завершила выступление | завершила выступление | 21             |